# Akaricid
Az atkaölő szerek a rovarölő szerek csoportjába tartoznak, amelyek a pókszabásúak osztályába tartozó atkák alosztályának tagjait irtják, melybe a kullancsok és az atkák tartoznak. Atkaölő szereket használnak az egészségügyben és a mezőgazdaságban is, ámbár a kívánatos szelektív toxicitás a két esetben különböző.

## Nevezéktan
Több sajátos kifejezés használatos néha, a célcsoporttól függően:
- „Ixodicides” kullancsölők olyan anyagok, amelyek a kullancsokat irtják.[1]
- „Miticides” atkaölők, olyan anyagok, amelyek az atkákat irtják.
- Rühirtók, egy szűkebb hatásspektrumú hatóanyagokat tartalmaz, amiknek kifejezetten a rühatkák a célpontja.
- A kifejezés „arachnicide” (pókszabású irtók) egy sokkal általánosabb szer, aminek a pókszabászúak a célpontja. Ezt a kifejezést jóval ritkábban használják, de esetenként megjelenik a hétköznapi írásokban.

Gyakorlatilag az atkák egy parafiletikus csoport, az atkákat és a kullancsokat általában egy csoportként kezelik.

## Példák
Példák:
- Permetrint alkalmazhatják sprayként. A hatása nincs korlátozva az atkákra: tetűre, csótányra, bolhára, szúnyogra és más rovarokra is hatásos.
- Ivermektin, amit az orvos felírhat emberi atka és tetű fertőzésre, és mezőgazdasági formulációk elérhetők fertőzött madaraknak és rágcsálóknak.
- Antibiotikum atkaölő
- Karbamát atkaölő
- Dienochlor atkaölő
- Formamidine atkaölő
- Szervesfoszfát (foszforsav észter) atkaölő
- Diatoma föld is megöli az atkákat átszakítva a kutikulájukat, ami kiszárítja az atkákat.
- Dicofol, egy vegyület, ami szerkezetileg hasonlít a DDT nevű rovarirtószerre. A Dicofol egy atkaölő, ami hatásos a közönséges takácsatka ellen Tetranychus urticae.
- Lime sulfur (egy kalcium-poliszulfid keverék) hatásos a rühesség ellen.
- Nem rovarölő atkaölőszerek a hatásukat kiszáradást okozva fejtik ki, de nem diatoma föld (ami kristályos szilícium-dioxidot tartalmaz, belélegezve veszélyes lehet), élelmezési minőségű alkotók szabadalmaztatott keverékéből áll, egyik megsérti a kutikulát, a másik biztosítja a gyors megbízható kiszáradást. Lehet porozva alkalmazni (por), vagy permetezve alkalmazni, mint vizes oldat.
- Egy választék a kereskedelmi forgalomban elérhető szisztematikus és nem szisztematikus atkaölőszerekről: abamectin, acequinocyl, bifenazate, chlorfenapyr, clofentezine, cyflumettofen, cypermethrin, dicofol, etoxazol, fenazaquin, fenpyroximate, hexithiazox, imidacloprid, propargite, pyridaben, spiromesifen, spirotetramat.[4][5][6][7][8]

Atkaölőszert alkalmaznak az orrszarvúvadászat megállítására is. Üregeket fúrnak a benyugtatózott rinocérosz szarvába és atkaölőszert pumpálnak bele túlnyomásosan. A szarvat az emberek a hagyományos kínai gyógyászatban fogyasztják el különböző bajok kezelésére. Jelzéseket helyeznek el, hogy az orrszarvú kezelve van, amik elrettentik az orrszarvú vadászokat. Az eredeti ötlet abból nőtt ki, hogy a szarvat egy tároló edénynek használják egyszeri kullancs kezeléshez; az atkaölőszert úgy választják, hogy biztonságos legyen az orrszarvúra, nyűvágóra, keselyűre, és más állatokra a megvédendő ökoszisztémában.

## Fordítás
Ez a szócikk részben vagy egészben  az   Acaricide című angol Wikipédia-szócikk ezen változatának fordításán alapul.  Az eredeti cikk szerkesztőit annak laptörténete sorolja fel. Ez a jelzés csupán a megfogalmazás eredetét és a szerzői jogokat jelzi, nem szolgál a cikkben szereplő információk forrásmegjelöléseként.